# Contea di Richmond (Canada)
La contea di Richmond è una contea della Nuova Scozia in Canada. Al 2006 contava una popolazione di 9.740 abitanti.